# Anne van Son
Anne van Son ('s-Hertogenbosch, 10 december 2000) is een voetbalspeelster uit Nederland. Ze speelt als verdediger voor Sparta Rotterdam in de Vrouwen Eerste divisie.

## Clubcarrière
Van Son werd geboren in 's-Hertogenbosch en groeide op in Haarsteeg. Aldaar begon ze met voetballen bij VV Haarsteeg. Deze club verliet ze in 2017 voor VV Stedoco. In 2019 ging Van Son deel uitmaken van de jeugdopleiding van PSV. Na een jaar maakte ze de overstap naar het nieuw opgerichte Feyenoord. In het seizoen 2021/22 liep Van Son, voor ze haar debuut kon maken, tegen een zware blessure aan. Op 20 juni 2023 verlengde ze haar contract bij Feyenoord. Na het seizoen 2022/23 besloot Feyenoord om afscheid te nemen van Van Son. Na haar vertrek bij Feyenoord voegde Van Son zich bij stadsgenoot Sparta Rotterdam.

## Statistieken
| Seizoen | Club             | Land      | Competitie     | Wedstrijden | Doelpunten |
| ------- | ---------------- | --------- | -------------- | ----------- | ---------- |
| 2021/22 | Feyenoord        | Nederland | Eredivisie     | 0           | 0          |
| 2022/23 | Feyenoord        | Nederland | Eredivisie     | 0           | 0          |
| 2023/24 | Sparta Rotterdam | Nederland | Eerste divisie | ?           | ?          |
| 2024/25 | Sparta Rotterdam | Nederland | Eerste divisie | ?           | ?          |
| Totaal  | Totaal           | Totaal    | Totaal         | 0           | 0          |

Laatste update: 18 september 2024